# Comisión Municipal de Agua de Tijuana
La Comisión Municipal de Agua de Tijuana (COMATI) fue un organismo público descentralizado del Ayuntamiento de Tijuana, que tenía como función operar los servicios de agua potable, drenaje, alcantarillado, así como el tratamiento y desecho de aguas residuales en el municipio.

## Historia
Fue creada oficialmente el 3 de agosto de 2021, día en que se publicó en el Diario Oficial del Estado de Baja California, tras la transferencia de bienes de la antes conocida Comisión Estatal de Servicios Públicos de Tijuana, (CESPT). La iniciativa fue realizada por el gobernador de Baja California, Jaime Bonilla Valdez y la aprobación del Congreso del Estado, días antes. El 29 de septiembre de 2021, el cabildo de Tijuana aprobó la reversión de creación de la Comisión Municipal de Agua de Tijuana.

## Estructura
COMATI estará administrada por un consejo de administración, una dirección general y un comisario. El Consejo de Administración estará integrado por la titular de la Presidencia Municipal, la titular de la Secretaría de Administración y Finanzas, la titular de la Secretaría de Desarrollo Urbano y Ecología, y dos representantes de la iniciativa privada. Además deberá estar presente el contralor municipal, aunque de forma honoraria, con voz pero sin voto. 
La persona titular de la Dirección General será designado por el Consejo de Administración, mientras que el comisario, será nombrado por parte del síndico procurador. 
Así como en su versión anterior, la comisión cuenta con subdirecciones, coordinadores de área y jefaturas de unidades administrativas.
| Subdirección o unidad                     | Departamentos                              |
| ----------------------------------------- | ------------------------------------------ |
| Subdirección de Planeación                | Organización y métodos                     |
| Subdirección de Planeación                | Control y distribución central             |
| Subdirección de Planeación                | Evaluación y control                       |
| Subdirección de Planeación                | Planeación de la operación                 |
| Subdirección de Operación y mantenimiento | Mantenimiento de redes                     |
| Subdirección de Operación y mantenimiento | Control operaciones                        |
| Subdirección de Operación y mantenimiento | Electromecánico                            |
| Subdirección de Operación y mantenimiento | Agua potable                               |
| Subdirección de Saneamiento               | Control de descargas                       |
| Subdirección de Saneamiento               | Tratamiento                                |
| Subdirección de Saneamiento               | Alejamiento y mantenimiento                |
| Subdirección de Construcción              | Proyectos                                  |
| Subdirección de Construcción              | Obras                                      |
| Subdirección de Construcción              | Licitaciones                               |
| Subdirección Comercial                    | Micromedición                              |
| Subdirección Comercial                    | Asistencia de usuarios                     |
| Subdirección Comercial                    | Padrón de usuarios                         |
| Subdirección Comercial                    | Cobranzas                                  |
| Subdirección Comercial                    | Sub-recaudación de rentas                  |
| Subdirección Comercial                    | Promoción de obras                         |
| Subdirección Administrativa y financiera  | Recursos Humanos                           |
| Subdirección Administrativa y financiera  | Recursos Financieros                       |
| Subdirección Administrativa y financiera  | Suministros                                |
| Subdirección Administrativa y financiera  | Mantenimiento a maquinaria e instalaciones |
| Unidad de Informática                     | Desarrollo de sistemas                     |
| Unidad de Informática                     | Administración de sistemas                 |
| Unidad de Informática                     | Soporte técnico                            |
| Unidad de Auditoría                       |                                            |
| Unidad Jurídica                           |                                            |
| Unidad de Desarrollo Institucional        |                                            |